# Middletown (Connecticut)
Middletown è una città di 47.438 abitanti degli Stati Uniti d'America, situata nella Contea di Middlesex nello Stato del Connecticut. Si affaccia sulle sponde del fiume Connecticut.

## Comunità italoamericana di Middletown
Un terzo degli abitanti di Middletown asserisce di avere antenati di origine melillese.
Da Melilli, il paese in provincia di Siracusa, a partire dalla fine dell'Ottocento, partirono moltissime famiglie per gli Stati Uniti, e tutte si riunivano in questa cittadina del Connecticut. Nel comune di Melilli sono stati ritrovati due vecchi registri con la lista delle persone partite verso gli Stati Uniti a partire dai primi del novanta, che mostrano come queste famiglie partivano quasi sempre per intero.
Il flusso maggiore si ebbe tra gli anni a cavallo tra fine Ottocento e gli inizi del Novecento, e poi agli inizi degli anni cinquanta.
Da alcune ricerche fatte da un cittadino di Middletown, Mr. Joseph Magnano, risulta che il primo cittadino Melillese che si stabilì in città fu Don Angelo V. Magnano, che girò il mondo facendo i più disparati lavori ed ebbe 24 figli da tre mogli. Dopo il suo arrivo partirono per il Connecticut anche i fratelli Vincenzo e Luigi Annino, che insieme riuscirono a comprare un palazzo di 72 stanze che chiamarono The Lighthouse, dove accoglievano gli immigrati melillesi che arrivavano dai lunghi viaggi sui transatlantici.
Le prime famiglie melillesi fecero i lavori più disparati, molti erano barbieri o calzolai, le donne lavoravano soprattutto nelle industrie tessili, si trasferirono nella zona vicino al fiume Connecticut, che prese il nome di Little Italy.
La comunità melillese era molto unita, lo spirito di mutuo aiuto che condividevano le famiglie emigrate viene ricordato con emozione dagli anziani di Middletown, che raccontano l'abitudine di recarsi al molo per accogliere festeggiando ogni nave che portava le nuove famiglie melillesi da Ellis Island.
Grazie all'università di Wesleyan molti studenti da tutto il Connecticut si trasferirono a Middletown, e i melillesi che erano riusciti a comprare della terra e a costruire delle case, guadagnavano bene affittando le camere vuote. Durante il periodo della seconda guerra mondiale i genitori della prima generazione cominciarono a capire quanto fosse importante l'istruzione per migliorare lo status sociale di una famiglia, e fecero frequentare ai figli la High School e il College. Questo permise ai giovani discendenti melillesi di assumere da quel momento in poi posizioni di grande rilievo per la città.
Dato il gran numero di melillesi residenti in città, interessati alle notizie d'oltreoceano, fu fondato il giornale italoamericano “The Middletown Bulletin”, con un corrispondente “estero” che inviava periodicamente notizie da Melilli.
Per gli immigrati la nostalgia del paese natio era molto forte, così venne l'idea ad un gruppo di melillesi che si riuniva nella drogheria di Don Antonio Amenta, capo della prima banda italiana a Middletown, di istituire anche lì la festa del santo patrono di Melilli, San Sebastiano.
La festa di San Sebastiano di Melilli è una ricorrenza conosciuta in tutta la Sicilia, e molto amata e sentita, per i melillesi era occasione di vanto, per questo decisero di riprodurre la statua del santo e in seguito, negli anni trenta, riuscirono anche a dare il via ai lavori per la costruzione di una chiesa a immagine del Duomo di Melilli.

### Società di mutuo soccorso italoamericane a Middletown
Le prime forme di associazionismo italiano negli USA le ritroviamo negli anni cinquanta del XIX sec., prima della massiccia immigrazione che arrivò dal sud-est Europa, e divennero molto popolari tra la classe operaia verso la metà del IX secolo.
Nacquero sia associazioni politiche legate agli esuli del Risorgimento, sia associazioni di tipo assistenziale, queste ultime destinate a riscuotere successo nei decenni successivi, soprattutto grazie agli stretti legami che costruiranno con le organizzazioni benefiche statunitensi.
Il mondo dell'associazionismo Italiano è stato sempre legato alle trasformazioni del locale notabilato italiano, per cui spesso la volontà di organizzare circoli e associazioni italiane era di personaggi già in vista nella comunità.
Negli anni settanta dell'Ottocento questo avvenne anche negli Stati Uniti, la figura del notabile si trasformò da esule risorgimentale, motivato ad organizzare la comunità in modo patriottico, ad uomo d'affari, che non si interessa di più alle vicende politiche italiane ma ai governi federali degli Stati Uniti.
Dal punto di vista mutualistico alcune associazioni riuscirono ad essere molto competitive anche contro le grandi compagnie assicurative, in quanto davano delle garanzie anche alla classe più povera e sfortunata, facendo pagare una piccola quota mensile, utile per un'eventuale indennità di malattia o per l'assistenza medica, e per una futura degna sepoltura in una zona del cimitero acquistata dalla società.
Un'altra funzione fondamentale era quella di aiutare i propri iscritti a trovare un posto di lavoro. Molti migranti, diventando membri di queste società, trovarono la protezione e il senso di sicurezza che era venuto a mancare andando via dalle proprie famiglie e dal proprio paese di nascita. Queste organizzazioni avevano quindi un grande valore sociale ed erano fondamentali per il mantenimento della propria identità etnica.
I funerali erano considerati molto importanti per i membri della società, tutti dovevano partecipare al corteo funebre, altrimenti venivano multati di una piccola somma.
Nel caso dello Stato del Connecticut, dove le società di mutuo soccorso erano molto diffuse, queste provvedevano anche ai fiori, alla bara, ed anche alla macchina per trasportare il defunto.
La società di Mutuo Soccorso Giuseppe Garibaldi, fondata da italoamericani di origine melillese, nacque nel 1905.
Nel suo statuto troviamo i tre scopi principali che l'organizzazione si prefiggeva: 
1. Riunire gli italiani e gli italo-americani per il loro benessere sociale.
2. Difendere la costituzione della grande repubblica degli USA del Nord America.
3. Propagare lingua e cultura italiana e assicurare il mutuo soccorso ai membri in caso di malattia e il funerale in caso di morte.

Negli stessi anni (1901) nacque anche la società dei Figli d'Italia, con scopi simili ma caratteristiche diverse, infatti i suoi membri volevano distinguersi per le loro origini altolocate e non proletarie. Questa società è ancora attiva, mentre la società Garibaldi, purtroppo, ha dovuto dichiarare lo scioglimento il 16 luglio 2007, sia per motivazioni economiche (l'ampio edificio storico richiedeva spese elevate per la manutenzione) ma anche per il numero ormai esiguo di soci.
All'interno della Garibaldi, durante le riunioni, le feste di beneficenza, le celebrazioni religiose o laiche, si parlava in inglese, in italiano e in dialetto melillese.
Partecipavano anche molti giovani, soprattutto durante gli incontri ricreativi (come quelli in preparazione dei festeggiamenti del carnevale, ricorrenza molto sentita dai melillesi).
In una testimonianza sugli usi della Società di Mutuo Soccorso Garibaldi di Middletown, Connecticut, uno dei membri racconta:
“All of the Garry's, as its members al called, pay two types of dues: fees for social events ($15) and fees for funerals ($20). The only and obvious requirement for membership is Italian ancestry. In fact, easily eighty-five to ninety per cent of the members are from Melilli, a Sicilian village which has given Middletown many of its sons and daughters. In return for their dues, the members enjoy the weekend festivities and the large and spacious home, and are entitled to $1000 and flowers for their funerals. But the Society also take care of its own, and the executive board can vote money to a family whose wage earner has been disable. The cozy brick bouilding on lower Washington Street on weekdays sits dark and silent. But on weekend evenings, it's alive with activity as members crowd into the home to have few drinks and visit with each other. There is no rivalry between the Garry's and the other mutual benefit group. Many Garry's are also members of the other groups and in the summer they all get togheter to play soccer.”

### Approccio alla lingua e alla cultura italiana dei discendenti italoamericani
Dal 1979 la città di Middletown è gemellata con Melilli, e questo rapporto molto forte tra le due città non è mai scemato, tutti gli anni moltissime persone vengono a visitare Melilli, molti per la prima volta nella loro vita. Ogni anno arrivano dagli Stati Uniti grosse comitive, intorno al 4 maggio, giorno della festa del patrono.
Anche a Middletown i discendenti dei melillesi celebrano il giorno dedicato a San Sebastiano organizzando, sempre nel mese di maggio, una festa che dura tre giorni, e come a Melilli si può assistere al pellegrinaggio dei “nuri” e alla processione della Statua del Santo per le vie della cittadina.
Christine Lynn, una giovane di 28 anni, racconta la sua esperienza nel giorno dedicato a questa tradizione:
“Today we are Running the Nuri. It's a yearly tradition carried over from the sister church of St.Sebastian's in Sicily where our patron saint will be honored. It is a barefoot run on the streets of Middletown. We pray for God and St. Sebastian for peace and healing. It started at the Italian society on court street at 12pm. We enter the church on Washington street, then the statue is carried on the shoulders of men around the blocks in Middletown. There are rides, Italian food, raffles and Italian music and vendors at the festival!”
Christyne Lynn ormai vive a Guilford, cittadina vicino Middletown, ed insegna alle scuole elementari. Ogni anno però si reca alla Garibaldi per le celebrazioni della comunità melillese: “I go to Garibaldi everytime I walk in the St.Sebastians Feast. There you can speak both languages, but when they do activities most of it is in Italian. But I do not attend activities there often.”
Riguardo al suo rapporto con la lingua italiana scrive:
“I am not fluent in Italian. I can understand more than I can speak. I can speak short sentences or phrases only. I know a little bit of sicilian dialect because my family speaks it.
When I was young I heard my parents and grandparents speak italian, but I learned most of it when I visited Italy, and some in College. I studied Italian in College at the University and I hired a tutor to teach me how to speak Italian. Not many of my friends speak this language, so I speak Italian mostly with my grandparents.
I went to Italy when I was 18 years old, this experience helped me with this Italian. I think people of the Italian Origin should learn about their language. Kids of parents who speak fluent Italian seem more interested in learning their parents language, but I think Italian should be offered in grade schools. Currently I know schools teach Spanish, Latin and French. I think Italian is a wonderful language and we should have more opportunities to learn the language.”
Queste testimonianze mostrano come molti discendenti italo-americani, pur non conoscendo bene la realtà italiana o non parlando la lingua, riescono ancora oggi a mantenere il senso di comunità etnica. I discendenti italoamericani di Middletown hanno ancora la possibilità di approcciarsi all'italiano venendo in visita a Melilli, o durante alcune ricorrenze religiose.
Tuttavia in molti casi l'utilizzo della lingua italiana è scomparso nelle nuove generazioni, perché non più utile negli incontri formali ed informali.
Questo anche a causa dello scioglimento della maggior parte delle società di mutuo soccorso della zona, che erano il luogo ideale per continuare ad esercitarsi con la lingua italiana. 
Oggi abbiamo un'inversione di tendenza, le terze e quarte generazioni, ormai sicure nella loro americanizzazione, si approcciano ad una etnicità meno conservatrice e più simbolica, intellettualizzata. A Middletown, la storica Wesleyan University, l'università di arti liberali, ha attivo il Corso di Laurea in Studi della Lingua Italiana all'interno del Dipartimento di Lingue e Letterature Romanze, e sicuramente non è un caso che sia presente proprio in questa città.

## Amministrazione

### Gemellaggi
- Melilli, dal 1982[5]
- Cayey[senza fonte]